# Fra Fee
Francis Martin "Fra" Fee (Dungannon, Irlanda del Norte, 20 de mayo de 1987) es un actor y cantante británico. Es conocido por interpretar a Courfeyrac en la adaptación cinematográfica de Les Misérables' de Tom Hooper.
Interpretó el papel de Michael Carney en The Ferryman de Jez Butterworth en el Royal Court Theatre, West End y Broadway dirigido por Sam Mendes, por el que ganó el 2018 WhatsOnStage Award al Mejor Actor de Reparto en una Obra de Teatro.
En 2021 interpretó a Kazi en la serie de Disney+ Hawkeye, ambientada en el Universo Cinematográfico de Marvel.

## Biografía
Fee, nacido en Dungannon, Condado de Tyrone, Irlanda del Norte y criado en la zona rural de Killyman, asistió a la escuela en St Patrick's Academy, Dungannon, y actuó regularmente con el Bardic Theatre en sus inicios antes de dedicarse a la música en la Universidad de Manchester. Posteriormente estudió en la Royal Academy of Music, graBduándose en 2009. En 2014 Fee fue nombrado miembro asociado de la Real Academia de Música.
Fee es abiertamente gay. Mantiene una relación sentimental con el actor y cantante Declan Bennett, con quien vive en la zona rural de Oxfordshire.

## Trayectoria profesional
Fee participó en numerosas producciones en el Grand Opera House de Belfast en colaboración con la Welsh National Opera, entre ellas The Beggar's Opera', The Mikado, Sweeney Todd, así como en una producción de The Elixir of Love como Nemorino, dirigida por John Doyle. En 2004, fue solista invitado por el tenor irlandés Ronan Tynan en el concierto de Dublín de Tynan, titulado "El sueño imposible". Inmediatamente después de graduarse en la Royal Academy of Music, Fee interpretó el papel de Billy Kostecki en la producción del West End de Dirty Dancing.
Interpretó a Schlomo en la RTÉ gira irlandesa de Fame, antes de ensayar el papel principal en Aladdin en el Gaiety Theatre de Dublín. De junio de 2011 a 2012 interpretó a Jean Prouvaire, y cubrió los papeles de Marius y Enjolras en Les Misérables en el Queens Theatre de Londres. Durante su estancia en la producción del West End, Fee fue elegido para interpretar a Courfeyrac en la película de Tom Hooper Les Misérables, protagonizada junto a Hugh Jackman como Jean Valjean y Russell Crowe como Javert.
De noviembre a diciembre de 2012, Fee interpretó a Florizel en el estreno mundial profesional de Howard Goodall de Un cuento de invierno.
Fee interpretó al joven Buddy en la obra de Stephen Sondheim Follies de la Ópera de Tolón en marzo de 2013, antes de interpretar a Robbie en A Man of No Importance para Salisbury Playhouse.
El 16 de junio de 2013, interpretó a Henrik Egerman en un concierto especial de A Little Night Music de Sondheim en el Yvonne Arnaud Theatre de Guildford, junto a Janie Dee, David Birell y Joanna Riding. El 2 de agosto de 2013, Fee fue solista invitado para el programa de BBC Radio 2 Friday Night Is Music Night' de la BBC cantando America's Greatest Broadway Hits.
Fee protagonizó el papel principal de Candide en la Menier Chocolate Factory de Londres, junto a Scarlett Strallen como Cunegonde y David Thaxton como Maximillian, del 23 de noviembre de 2013 al 22 de febrero de 2014. Más tarde protagonizó el papel de Philip Ashley en la producción del Gate Theatre de Dublín de la obra de Dame Daphne du Maurier Mi prima Rachel, adaptada para el escenario por Joseph O'Connor en el Dock Street Theatre de Charleston, Carolina del Sur como parte del Spoleto Festival USA del 22 de mayo al 8 de junio de 2014. En septiembre de 2014, rodó el papel de Kieran en el próximo thriller psicológico de Tom Lawes, Monochrome, protagonizado por Jo Woodcock, Cosmo Jarvis y James Cosmo.

## Filmografía
| Año  | Título original                       | Personaje                     | Ref. |
| ---- | ------------------------------------- | ----------------------------- | ---- |
| 2012 | Les Misérables                        | Courfeyrac                    |      |
| 2016 | Monochrome                            | Kieren                        |      |
| 2016 | National Theatre Live: As You Like It | Amiens                        |      |
| 2018 | Troubles                              | Liam                          |      |
| 2018 | On the Town: BBC Proms                | Chip                          |      |
| 2019 | Animals                               | Jim                           |      |
| 2020 | Boys From County Hell                 | William                       |      |
| 2020 | Pixie                                 | Fergus                        |      |
| 2021 | Cinderella                            | Hench                         |      |
| 2021 | The Laureate                          | Geoffrey Phibbs               |      |
| 2021 | Hawkeye                               | Kazimierz "Kazi" Kazimierczak |      |
| 2021 | Dalgliesh                             | Dominic Swayne                |      |
| 2022 | Scrooge: A Christmas Carol            | Harry Huffman (Voz)           |      |
| 2023 | Rebel Moon - Part 1: A Child of Fire  | Regent Balisarius             |      |
| 2024 | Rebel Moon – Part Two: The Scargiver  | Regent Balisarius             |      |